# 우동혁
우동혁(Dong-hyuk Woo)은 대한민국의 전자공학자이자 반도체 엔지니어로, 현재 삼성전자 DS부문 수석부사장(Senior Vice President) 겸 AGI 컴퓨팅 랩(AGI Computing Lab) 책임자이다. 서울대학교 전자공학과를 졸업한 후, 미국 조지아 공과대학교에서 전기 및 컴퓨터공학 석사 및 박사 학위를 받았다. 이후 인텔을 거쳐 구글로 이직하여, 인공지능 전용 반도체인 TPU(Tensor Processing Unit) 개발에 핵심적으로 참여하였다. 2023년 말 삼성전자에 영입되어, 삼성의 차세대 범용 인공지능(AGI) 반도체 개발 전략을 주도하고 있으며, LLM(대규모 언어 모델) 추론용 고성능 칩인 '마하1(MAHA 1)' 개발 프로젝트를 이끌고 있다.

## 생애
우동혁은 대한민국에서 출생하였으며, 서울대학교 전자공학과를 졸업한 후 미국으로 유학하여 조지아 공과대학교에서 전기 및 컴퓨터공학 분야의 석사 및 박사 학위를 취득하였다. 학위 과정 이후에는 미국의 반도체 설계 및 제조 기업인 인텔(Intel)에서 기술직으로 근무하였다. 이후 구글(Google)에 합류하여 인공지능 전용 반도체인 텐서 프로세싱 유닛(Tensor Processing Unit, TPU) 개발 프로젝트에 참여하였고, TPU 1세대부터 4세대까지의 설계 및 아키텍처 개발 과정에서 역할을 수행하였다. TPU는 구글의 대규모 인공지능 학습과 추론을 위한 전용 하드웨어로 활용되었으며, 그는 메모리 인터페이스 및 병렬 처리 구조 등 기술적 요소 개발에 관여한 것으로 알려져 있다. 2023년 말, 삼성전자는 시스템 반도체 설계 조직을 강화하기 위한 인사에서 우동혁을 수석부사장(Senior Vice President)으로 영입하였고, 그는 삼성전자 DS(Device Solutions) 부문 산하에 신설된 AGI(Artificial General Intelligence) 컴퓨팅 랩의 책임자로 임명되었다. 해당 조직은 미국 실리콘밸리와 한국 양재를 거점으로 운영되며, 범용 인공지능 추론을 위한 전용 반도체 아키텍처 개발을 목표로 하고 있다. 그는 조직 내에서 '마하1(MAHA 1)'이라는 명칭의 LLM(Large Language Model) 추론 전용 칩 개발 프로젝트를 주도하고 있으며, 해당 프로젝트는 향후 온디바이스(on-device) AI 구현과 고속 저전력 AI 연산을 위한 자체 솔루션 확보를 목적으로 추진되고 있다. 2024년부터 본격화된 AGI 컴퓨팅 랩의 활동은 메모리 중심의 기존 삼성 반도체 포트폴리오를 보완하는 전략적 R&D의 일환으로 간주되고 있으며, 우동혁은 이를 총괄하는 기술 책임자의 역할을 수행하고 있다.